# Rejon marjiński
Rejon marjiński – jednostka administracyjna wchodząca w skład obwodu donieckiego Ukrainy.
Rejon utworzony w 1923, ma powierzchnię 1350 km² i liczy około 91 tysięcy mieszkańców. Siedzibą władz rejonu jest Marinka.
Na terenie rejonu znajdują się 3 miejskie rady, 2 osiedlowe rady i 15 silskich rad, obejmujących w sumie 34 wsie i 18 osad.